# 市川真間駅
市川真間駅（いちかわままえき）は、千葉県市川市真間一丁目にある、京成電鉄本線の駅である。駅番号はKS14。

## 歴史

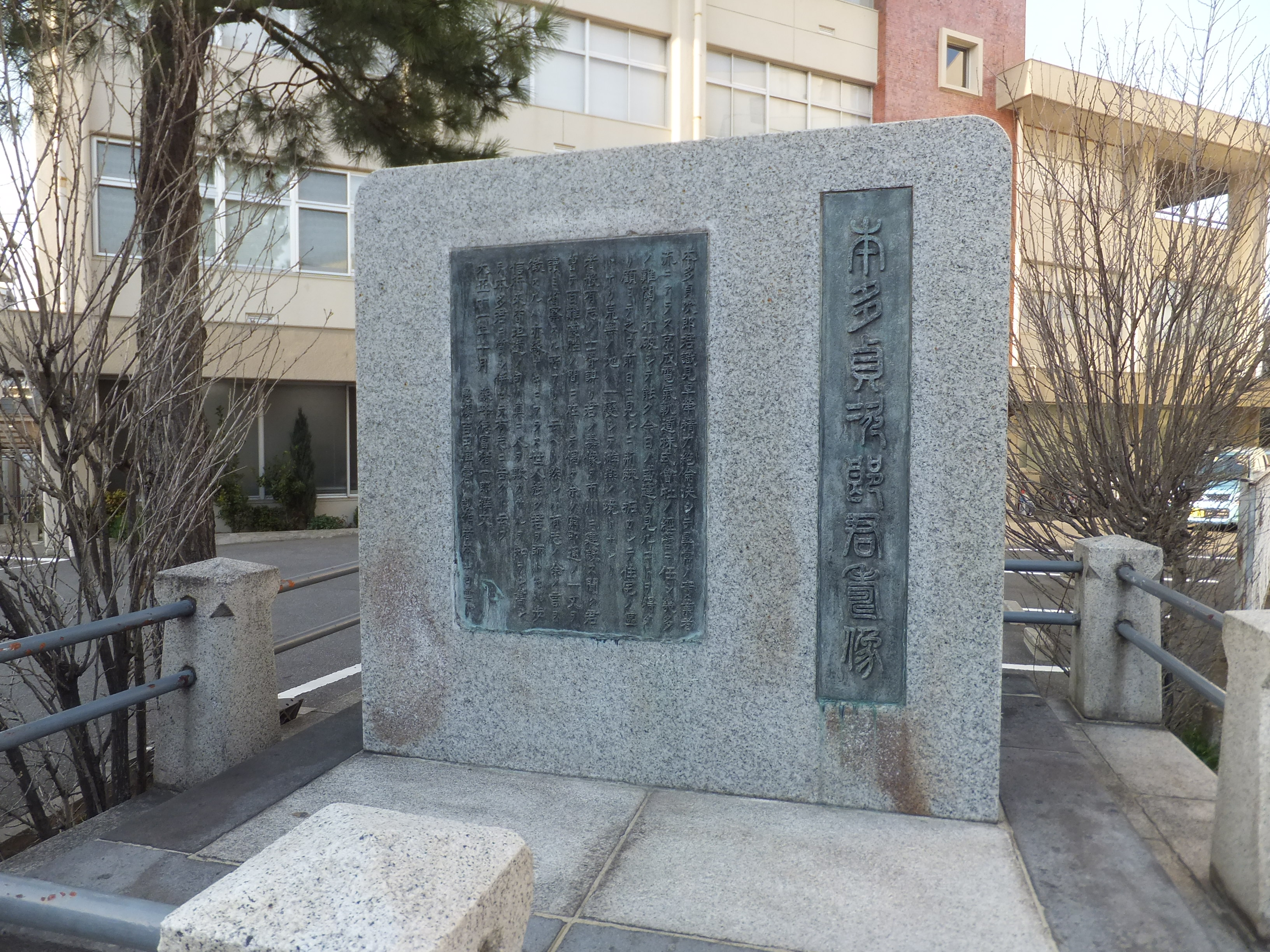
北口側にある本多貞次郎（京成電鉄初代社長）頌徳碑

以前の京成電気軌道中枢部とも言える場所で、駅北側には京成直営の遊園地であった「東華園」（菊人形で有名）、京成電燈部事務所、初代社長・本多貞次郎の邸宅があった。京成電鉄診療所があり、「本多貞次郎頌徳碑」も残っている。

### 年表
- 1914年（大正3年）8月30日：市川新田駅として開設（当時は終着駅）[2]。
- 1915年（大正4年）11月3日：当駅 - 中山駅（現・京成中山駅）間延伸、途中駅となる[2]。
- 1921年（大正10年）4月6日：市川真間駅に改称[2]。
- 1972年（昭和47年）12月：1970年より続いた大規模改良工事に伴い、待避駅機能を再設置、橋上駅舎化[3]。
- 2019年（平成31年）4月27日：母の日までの期間限定で、駅名標における駅名表記を市川ママ駅に変更する取組みを開始[4][5]。以降も同様の取組みを行っている[6]。ただし、2020年は新型コロナウイルス感染症の影響で中止となった。

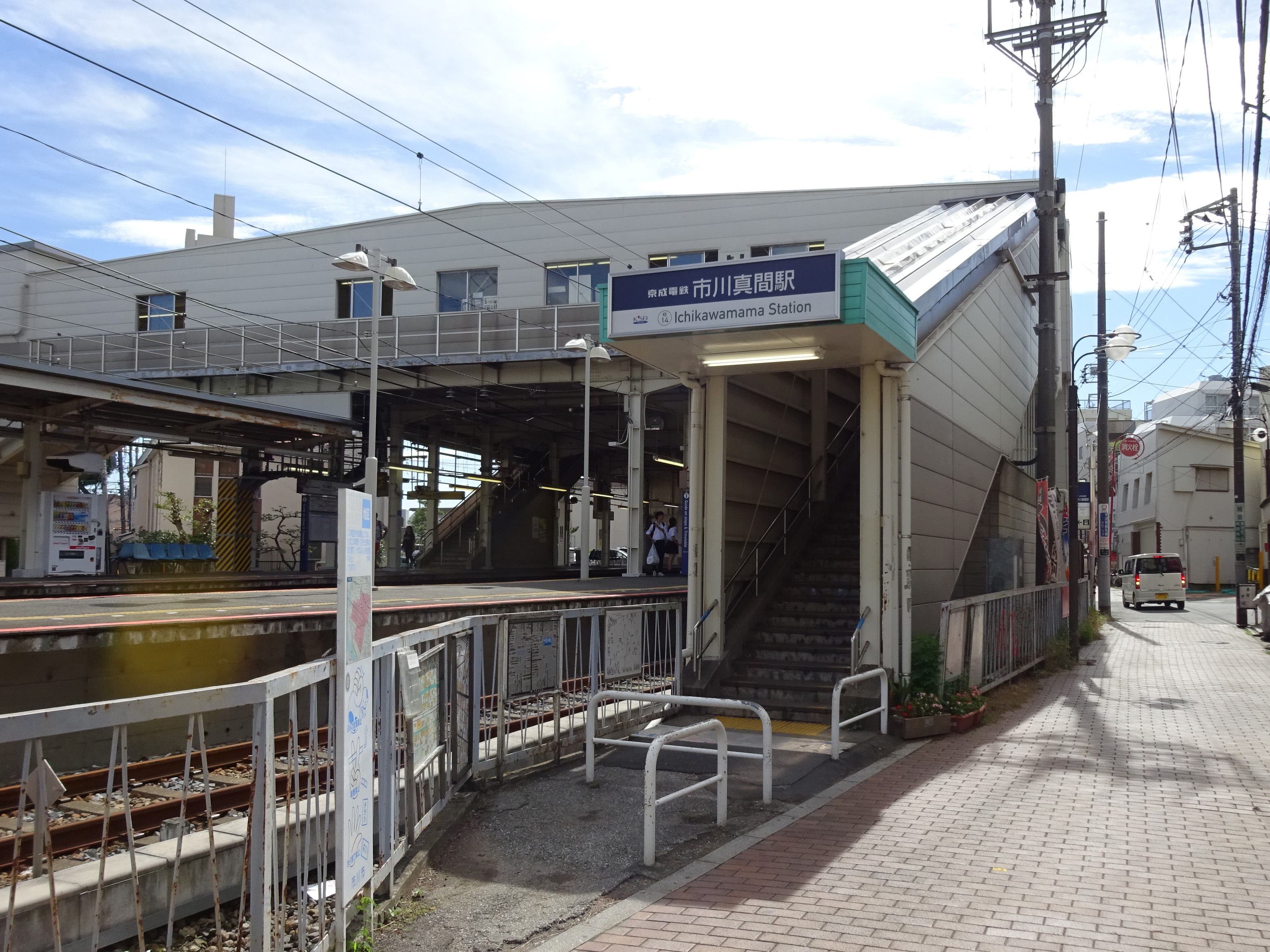
リニューアル前の南口（2018年9月）
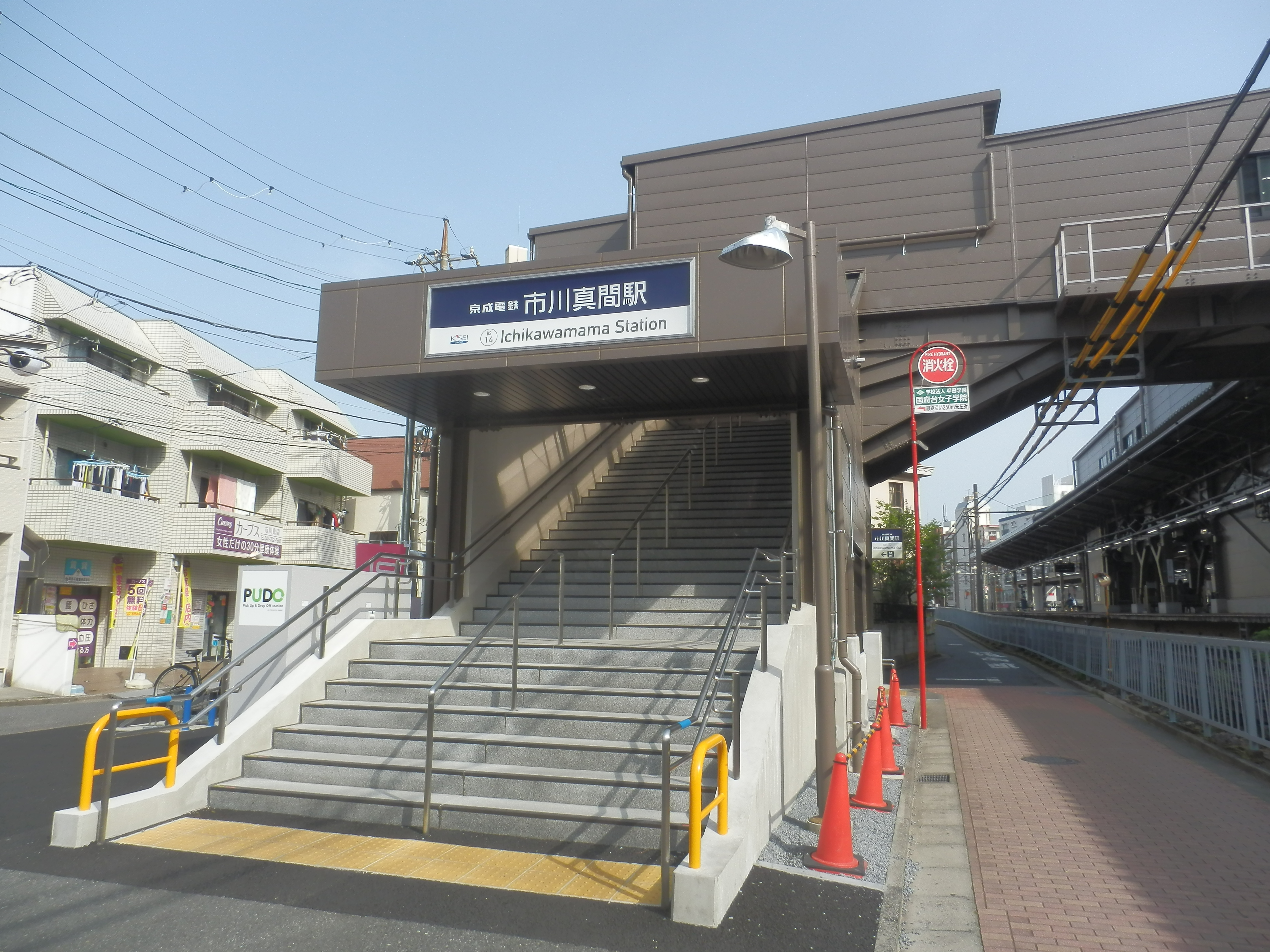
北口（2025年4月）
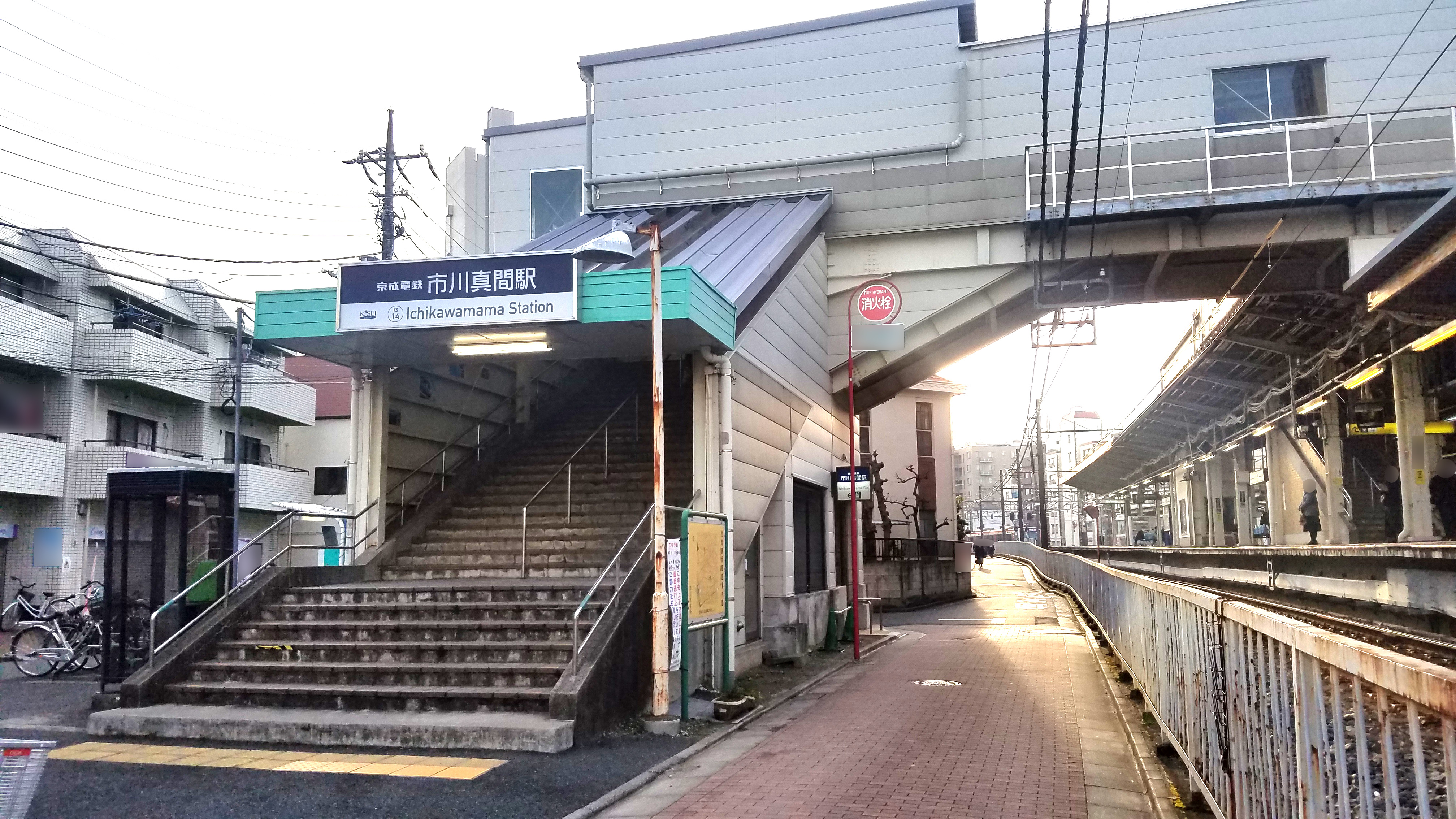
リニューアル前の北口（2022年1月）
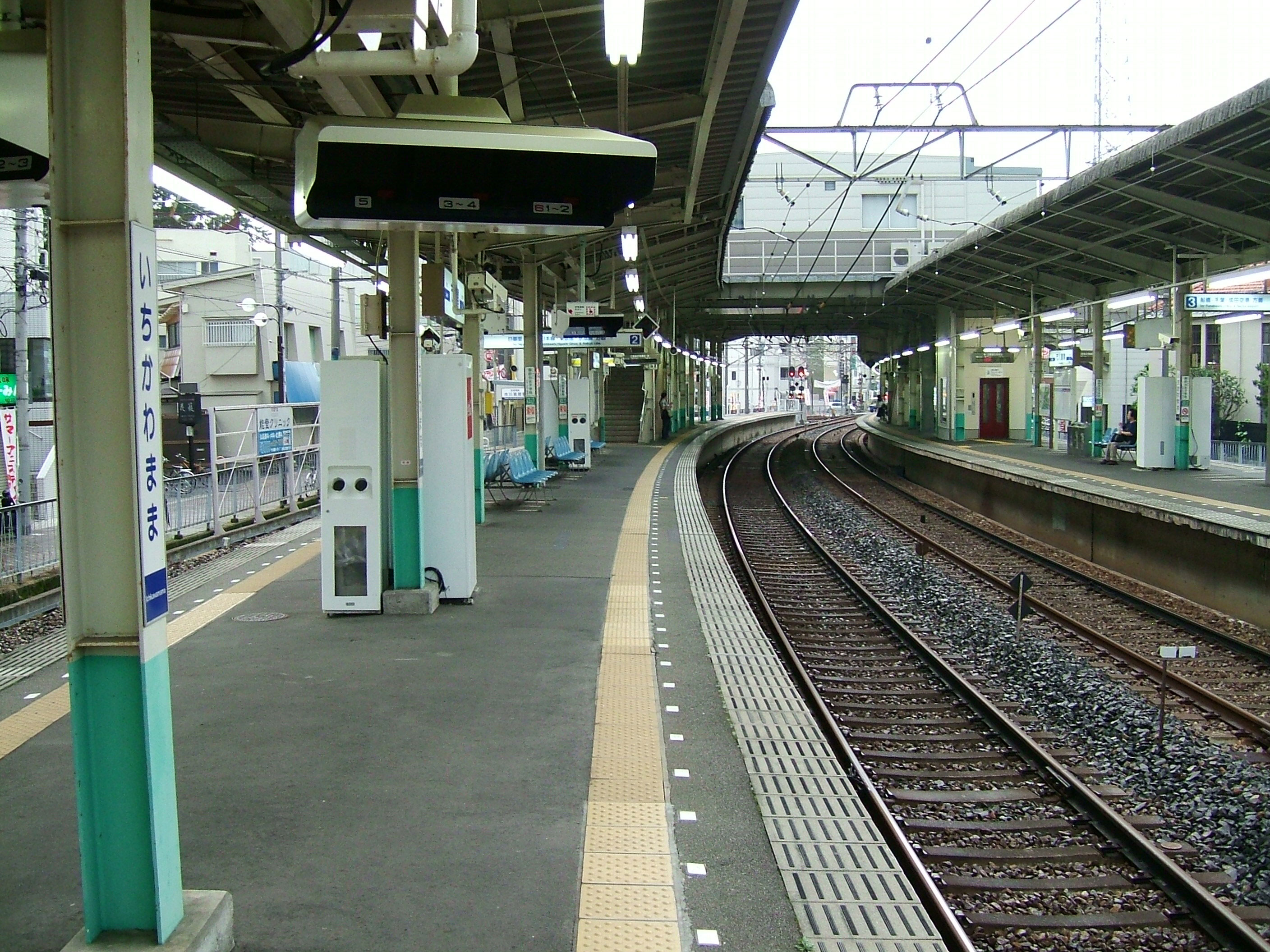
旧1・2番線ホーム（2008年7月）
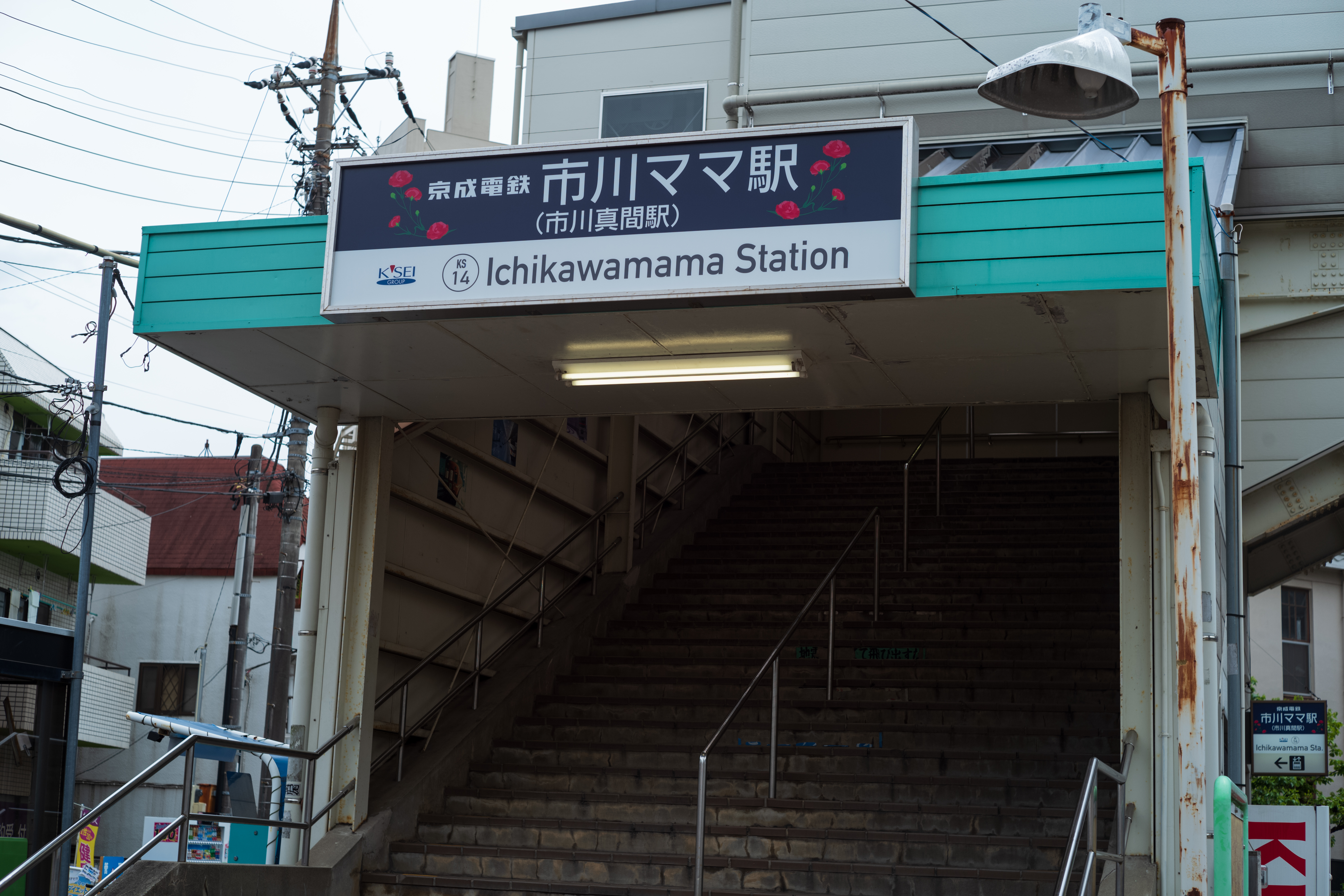
母の日記念期間中の駅看板「市川ママ駅」（2019年4月）
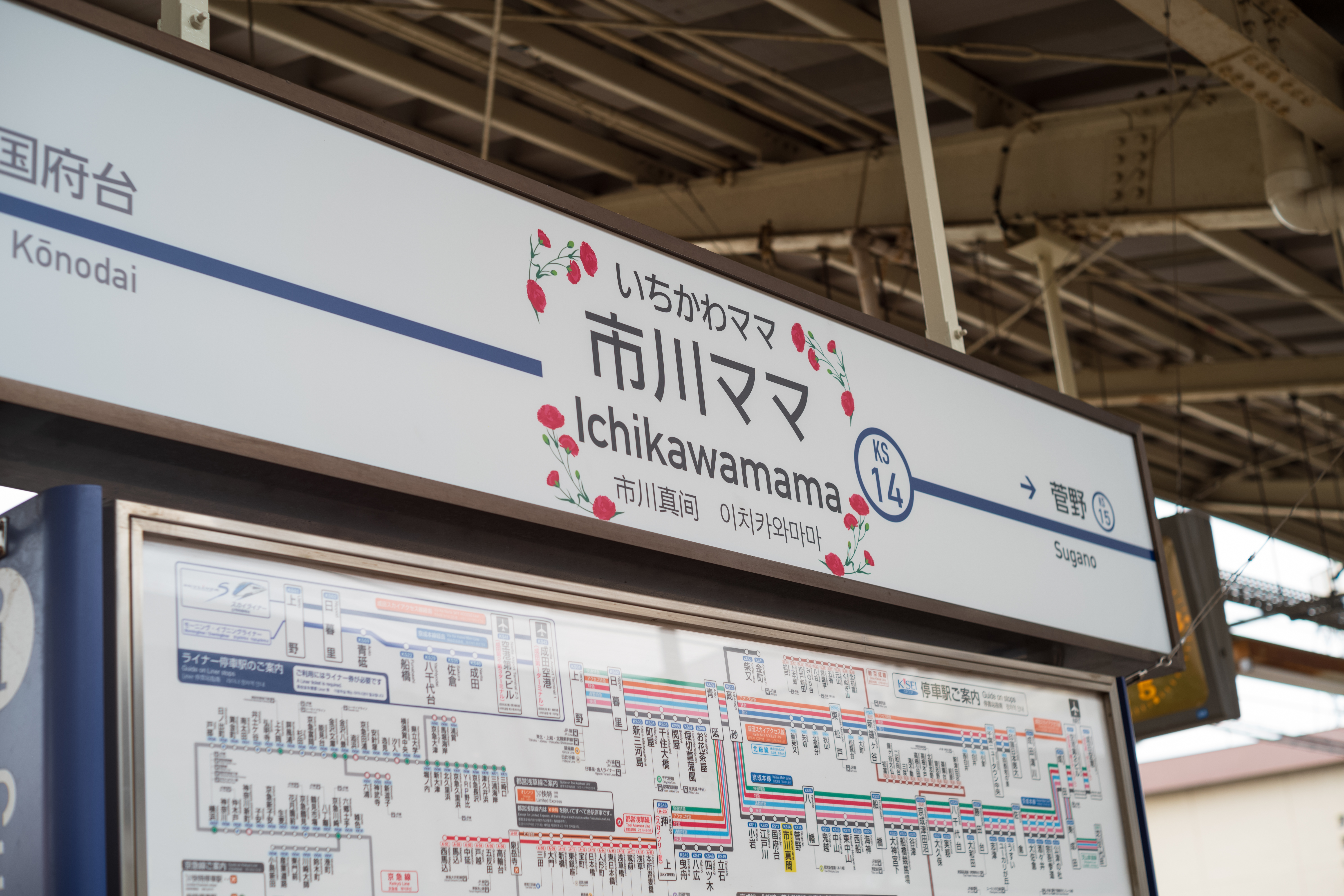
母の日記念期間中の駅名標「市川ママ」（2019年4月）

### 駅名の由来

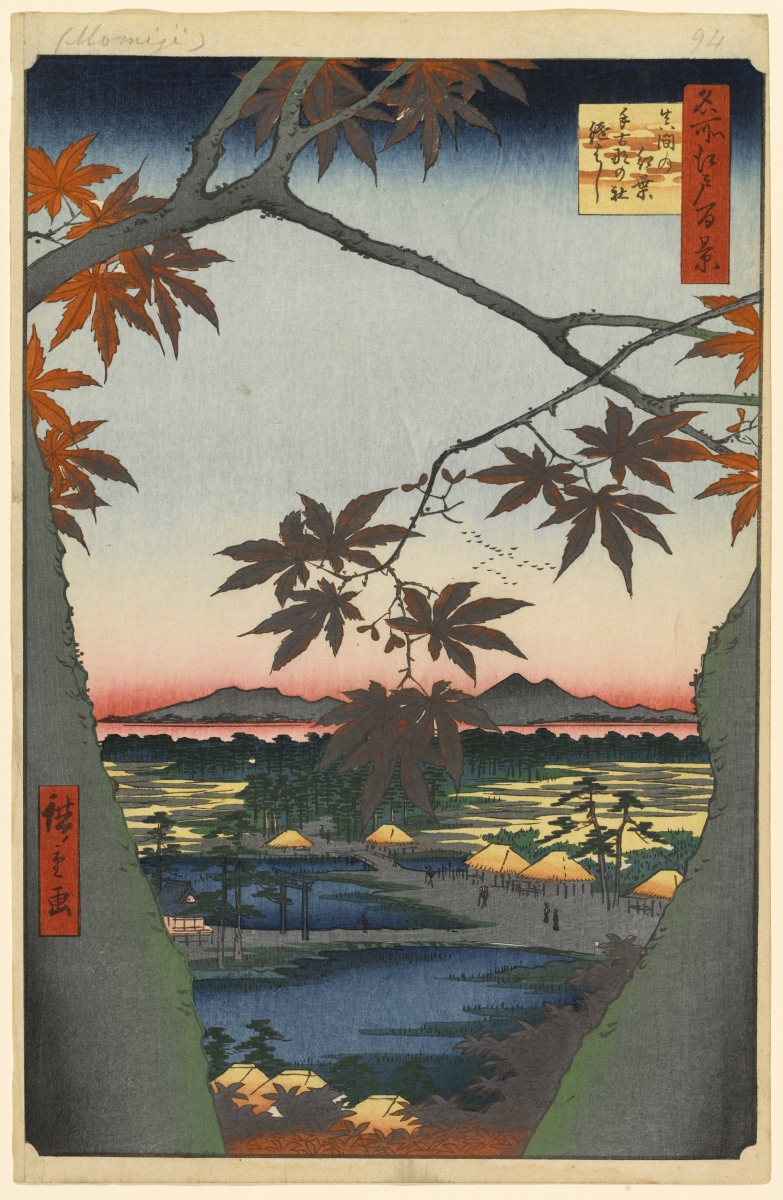
名所江戸百景『真間の紅葉手古那の社つぎ橋』

駅名は真間という地名に由来する。この地名は幕末期、歌川広重作『名所江戸百景』の一作「真間の紅葉手古那の社つぎ橋」に描かれており、継橋（つぎはし）は『江戸名所図会』『葛飾誌略』『葛飾記』に紹介され、「真間の手児奈（てこな）伝説」として『万葉集』の中で山部赤人らにより詠われた「真間の継橋」のことで、手児奈霊神堂南西方に現存する。現在の東京湾の海岸線が内陸寄りだった当時、この一帯はかつて「真間の入江」と呼ばれる海岸地帯で、蘆の生い茂った砂洲が広がっていた。真間の継橋とは下総国の国府（国庁）があった国府台へ向かうための橋で、砂洲を中継地点として複数の板橋を架け渡してあったことからこの名を得たとされる。背後には田園風景が広がり、周囲は長閑な農村地帯となっていた。現在では住宅街になっており、かつての橋を記念して擬宝珠つきの真っ赤な欄干が建てられている。

### 快速の停車要望
当駅は、地元住民から快速の停車要望が高い。同様の施設を持つ千住大橋駅が緩急接続の観点より停車駅に指定されたのに対し、当駅は通過となっている。
- 2007年（平成19年）：京成電鉄株式会社宛に当駅に快速停車を求める請願書が出された。
- 2011年（平成23年）：市川市宛に当駅に快速の停車を求める請願書が提出され受理・採択された[10][11]。

## 駅構造
島式ホーム2面4線を有する地上駅。橋上駅舎を備える。
開設当初より島式ホーム2面4線であったが、ホーム延長など駅構内改良により、後には待避駅機能が無くなって相対式ホーム2面2線を有する地上駅となり、駅舎も上下線別に有していたが、1972年の大規模駅改良工事完成後は、島式ホーム2面4線、橋上駅舎を有するようになり、現在に至る。
2008年3月15日にはホームとコンコース間にエレベーターが設置された。ホームにはLED発車標が合計4台が設置されている。
待避設備があるが、駅全体がカーブにかかっていることもあり、上りの本線（2番線）を通過する列車は大幅な徐行を余儀なくされている。
待避線の1・4番線は、以前は朝夕のラッシュ時に普通（各駅停車）が通過待ちを行う程度だったが、2006年12月ダイヤ改正以降、日中時間帯における普通の「スカイライナー」待避駅が船橋競馬場駅から当駅に変更され、暫くは使用頻度が増えた。2010年7月17日の成田スカイアクセス開業のダイヤ改正時で、日中の使用頻度は再度減少した。
京成上野駅寄りには渡り線があり、非常時には折返せるようになっている。
現在は普通のみが停車するが、現行ダイヤにおける快速が登場するまでは急行の停車駅であった（「快速の停車要望」参照）。ダイヤ乱れが発生した際に特急が臨時停車することがある。2009年11月28日に運行された臨時特急「ミラフォレスタ号」京成3300形3312編成は、当駅に10分程度停車した。
市川真間管区として、国府台駅と菅野駅を管理下に置いている。

### のりば
| 番線 | 路線     | 方向 | 行先                                                             |
| ---- | -------- | ---- | ---------------------------------------------------------------- |
| 1・2 | 京成本線 | 上り | 京成高砂・青砥・日暮里・京成上野・押上・ 都営浅草線・ 京急線方面 |
| 3・4 | 京成本線 | 下り | 京成船橋・京成津田沼・ 成田空港・京成千葉・ 松戸線方面           |

- 内側の線路（2・3番線）が主本線、外側の線路（1・4番線）が待避線である。
- 上表の路線名は成田空港線開業後の旅客案内の名称に基づいている。
- 2025年度の事業計画で、京成中山駅・船橋競馬場駅と共にホームドアの整備計画が挙げられている[13]。

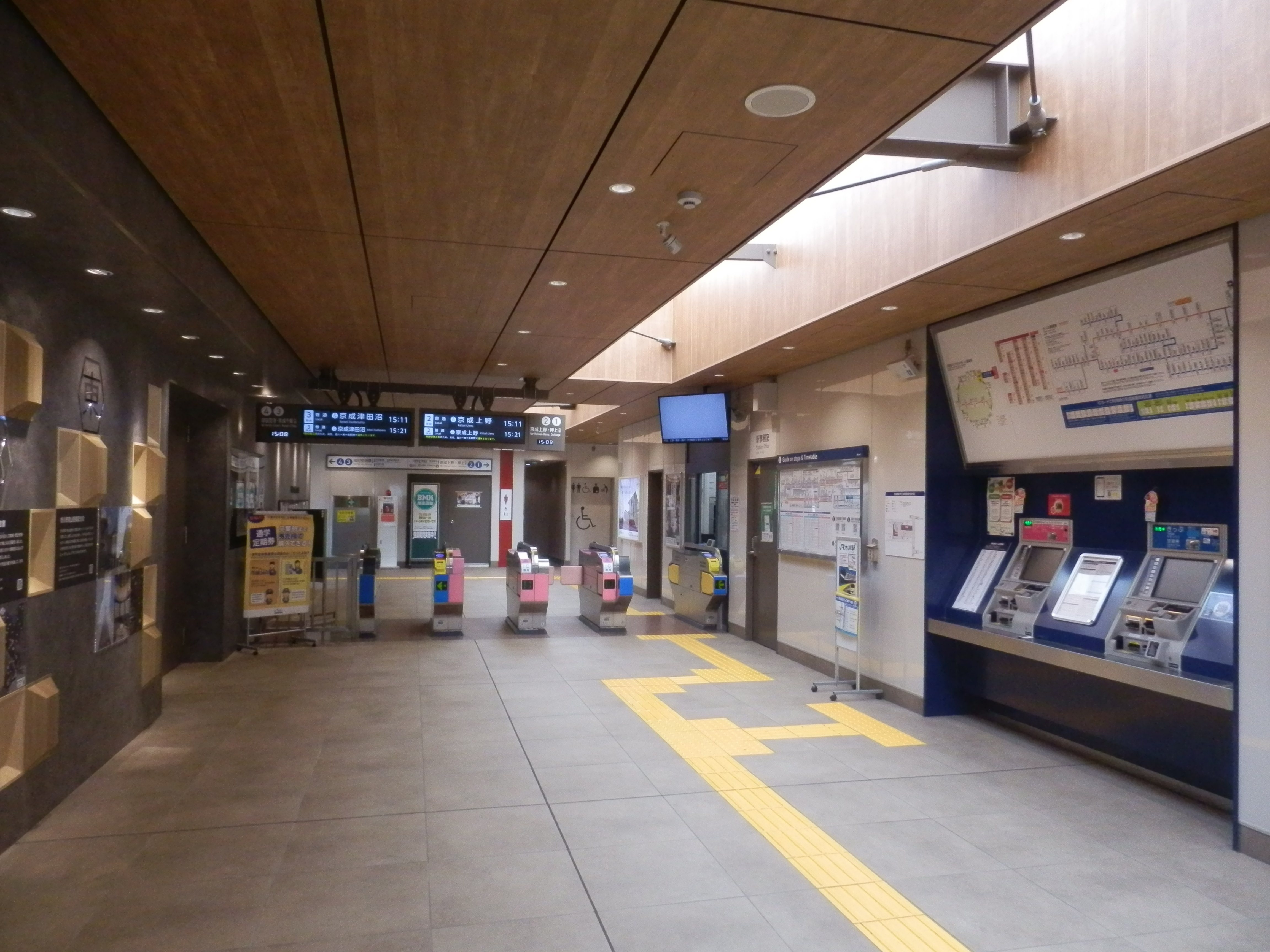
改札口（2025年4月）
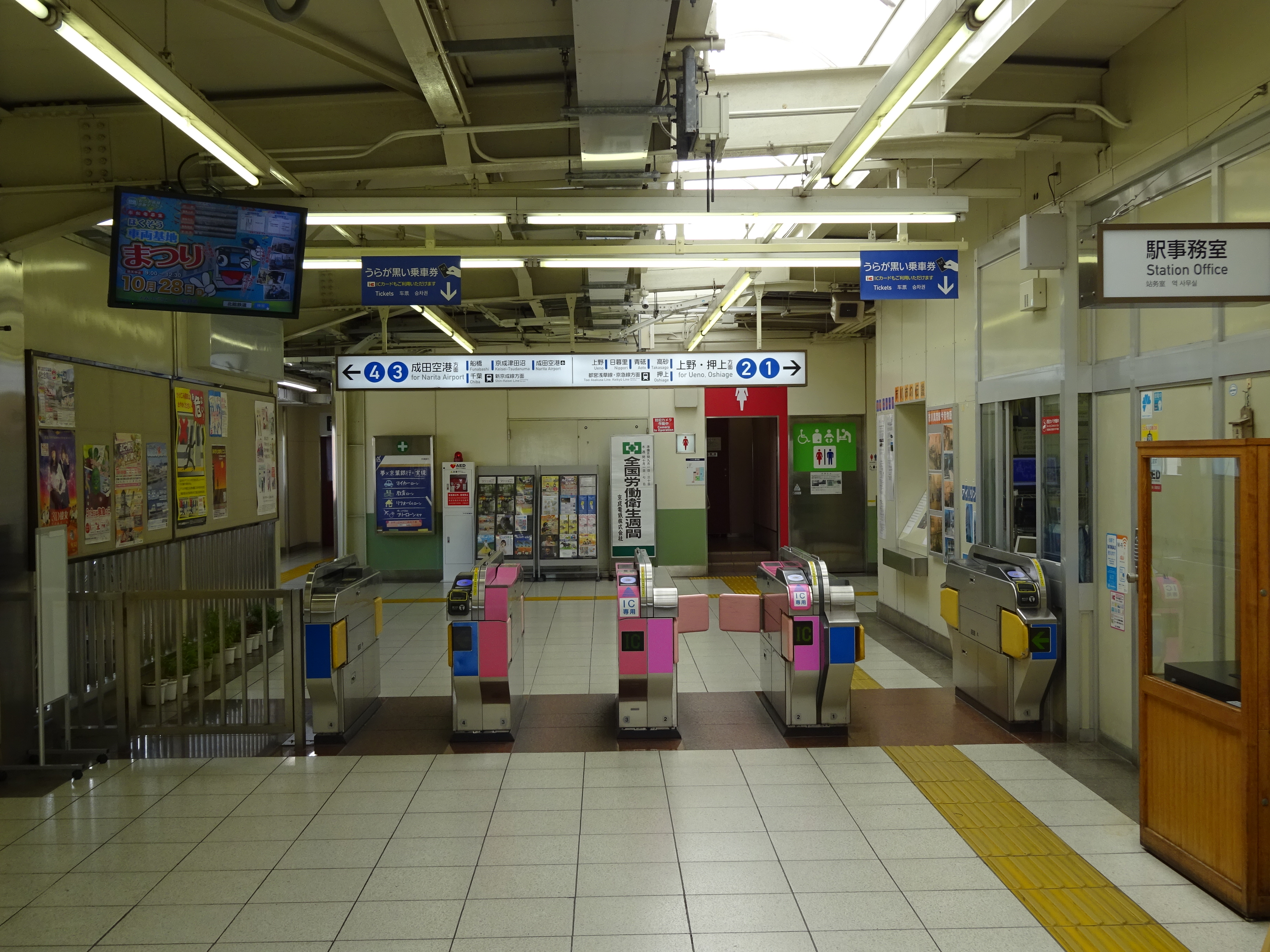
リニューアル前の改札口（2018年9月）
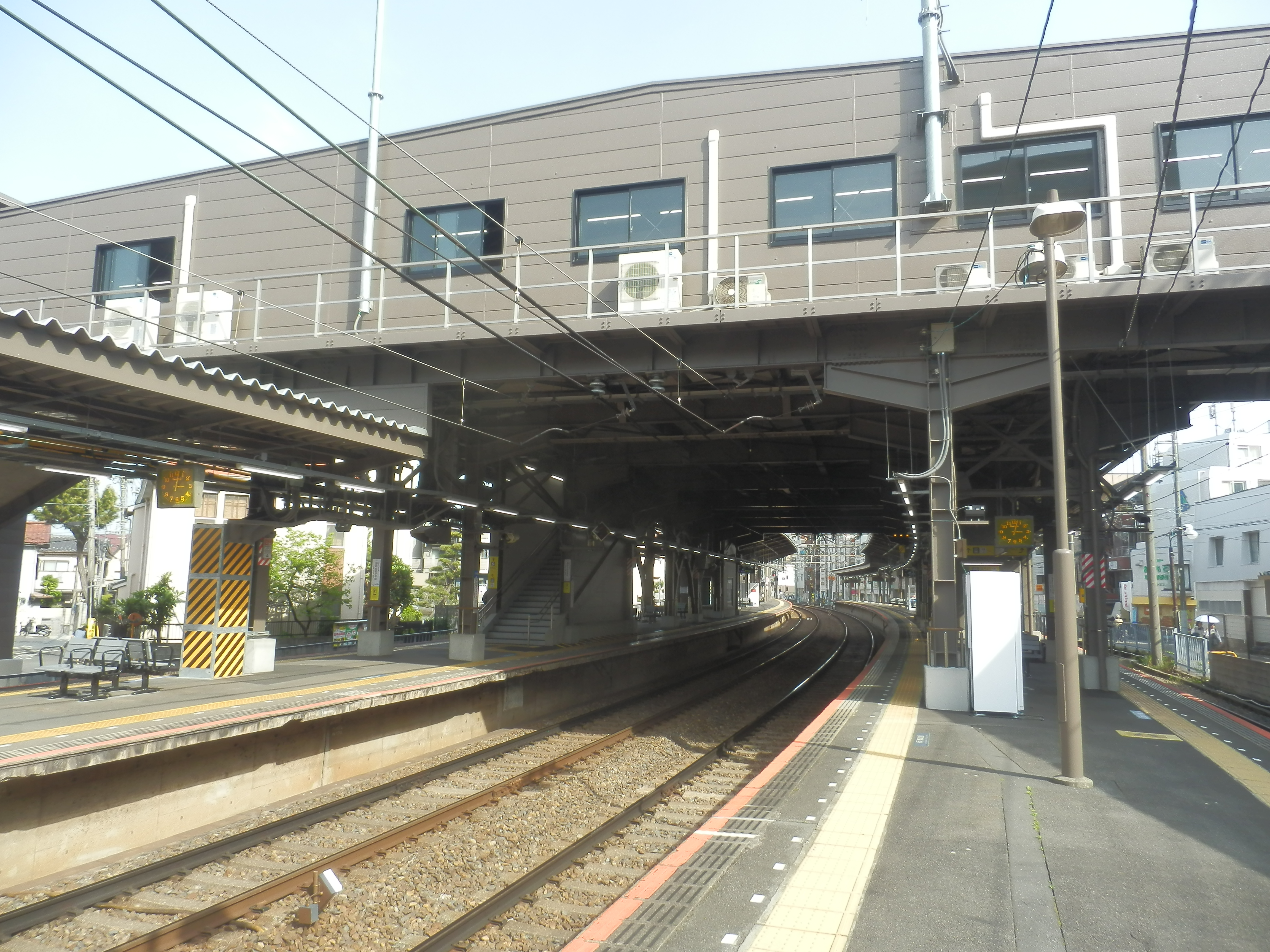
1・2番線ホーム（2025年4月）
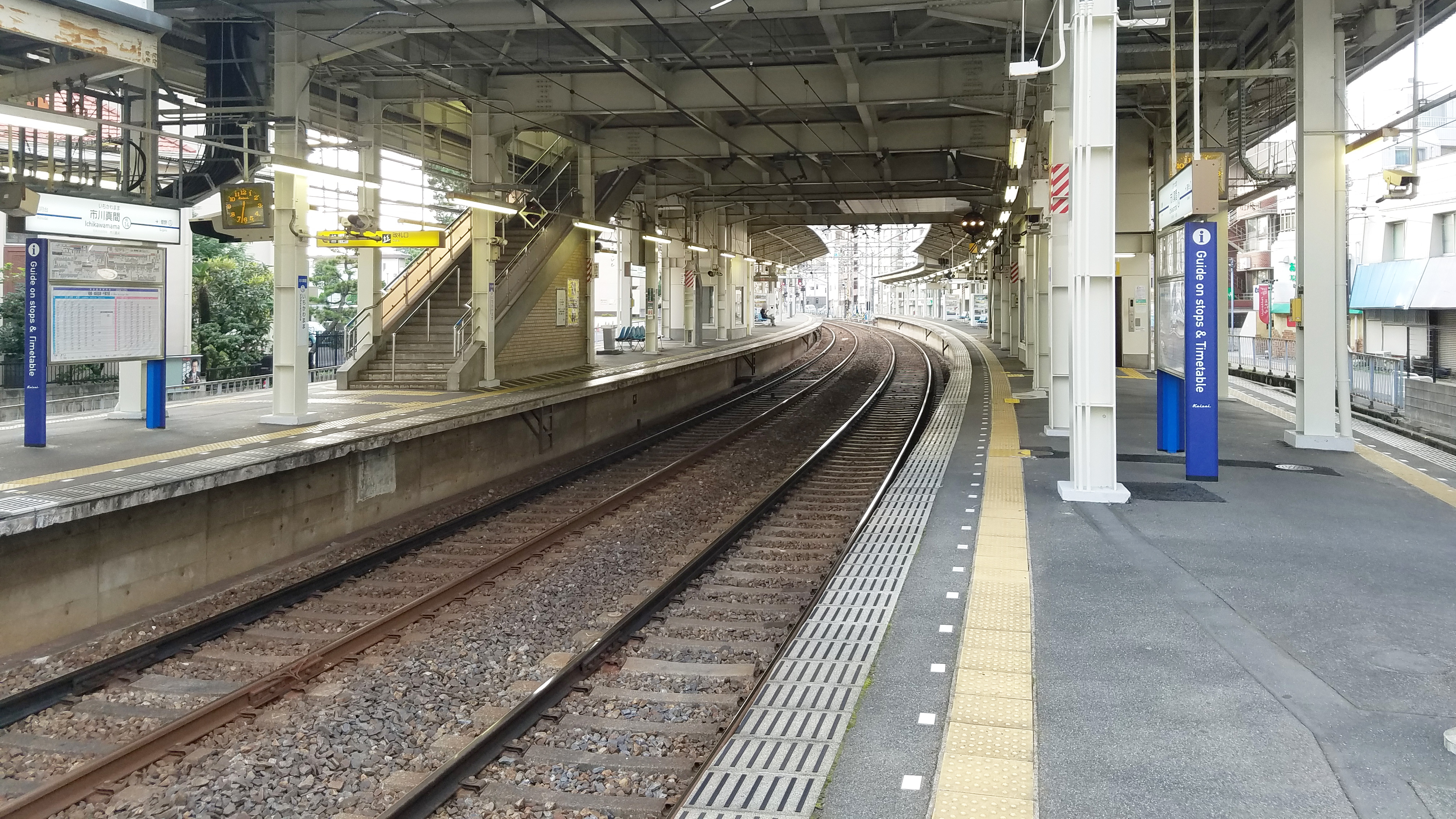
リニューアル前の1・2番線ホーム（2017年8月）
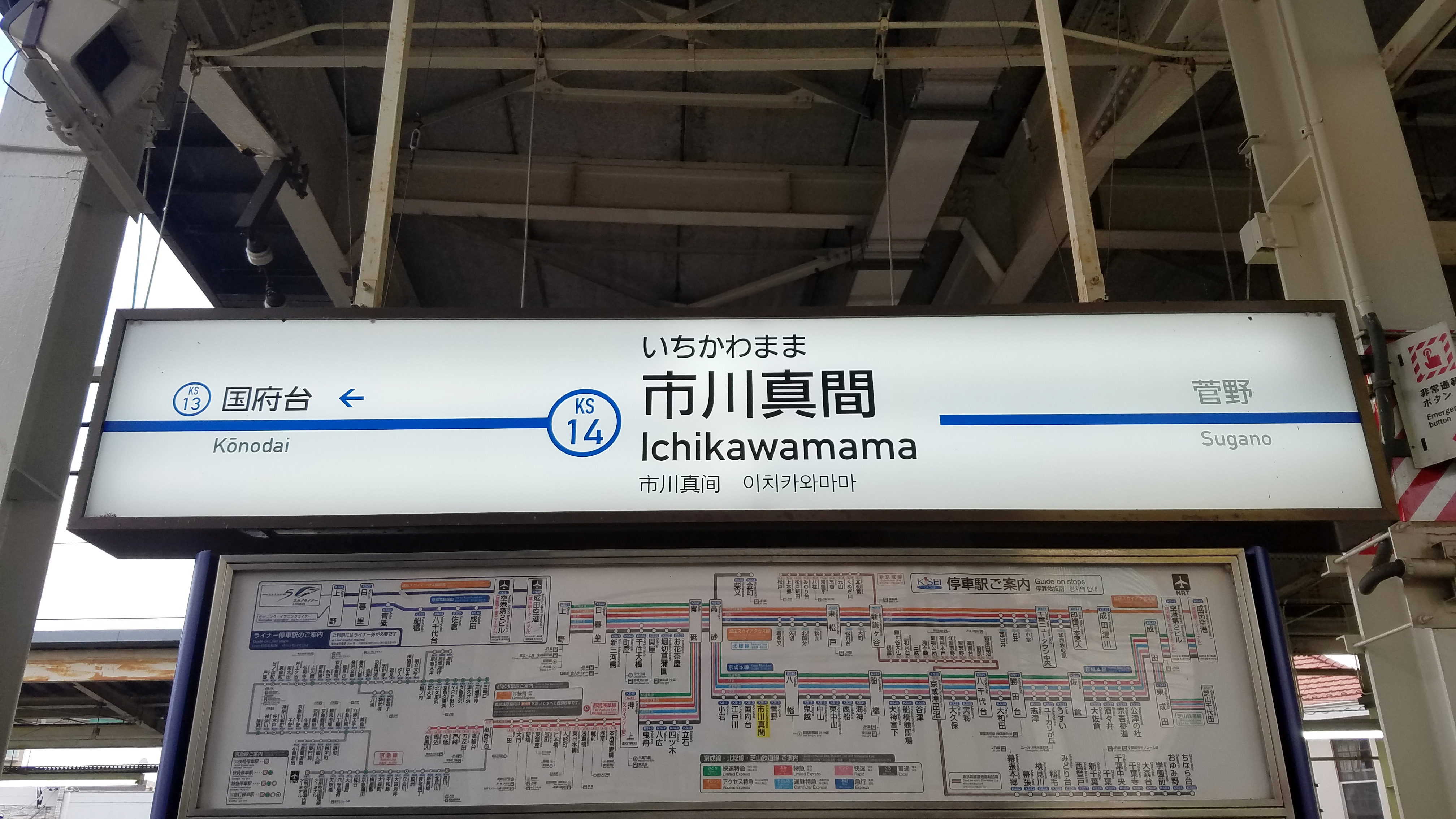
1・2番線駅名標（2017年8月）

## 利用状況
2024年度（令和6年度）の1日平均乗降人員は6,821人である。
近年の1日平均乗降・乗車人員の推移は以下の通り。
| 年度               | 1日平均 乗降人員 | 1日平均 乗車人員 |
| ------------------ | ---------------- | ---------------- |
| 1998年（平成10年） |                  | 5,504            |
| 1999年（平成11年） |                  | 5,379            |
| 2000年（平成12年） |                  | 5,154            |
| 2001年（平成13年） |                  | 4,989            |
| 2002年（平成14年） |                  | 4,735            |
| 2003年（平成15年） | 9,182            | 4,511            |
| 2004年（平成16年） | 8,442            | 4,237            |
| 2005年（平成17年） | 8,201            | 4,116            |
| 2006年（平成18年） | 8,081            | 4,042            |
| 2007年（平成19年） | 7,963            | 3,979            |
| 2008年（平成20年） | 7,844            | 3,918            |
| 2009年（平成21年） | 7,615            | 3,809            |
| 2010年（平成22年） | 7,491            | 3,751            |
| 2011年（平成23年） | 7,341            | 3,672            |
| 2012年（平成24年） | 7,504            | 3,747            |
| 2013年（平成25年） | 7,487            | 3,743            |
| 2014年（平成26年） | 7,134            | 3,561            |
| 2015年（平成27年） | 7,297            | 3,644            |
| 2016年（平成28年） | 7,525            | 3,753            |
| 2017年（平成29年） | 7,418            | 3,704            |
| 2018年（平成30年） | 7,443            | 3,719            |
| 2019年（令和元年） | 7,258            | 3,634            |
| 2020年（令和02年） | 5,827            | 2,916            |
| 2021年（令和03年） | 6,240            | 3,131            |
| 2022年（令和04年） | 6,561            | 3,296            |
| 2023年（令和05年） | 6,726            | 3,371            |
| 2024年（令和06年） | 6,821            | 3,428            |

## 駅周辺

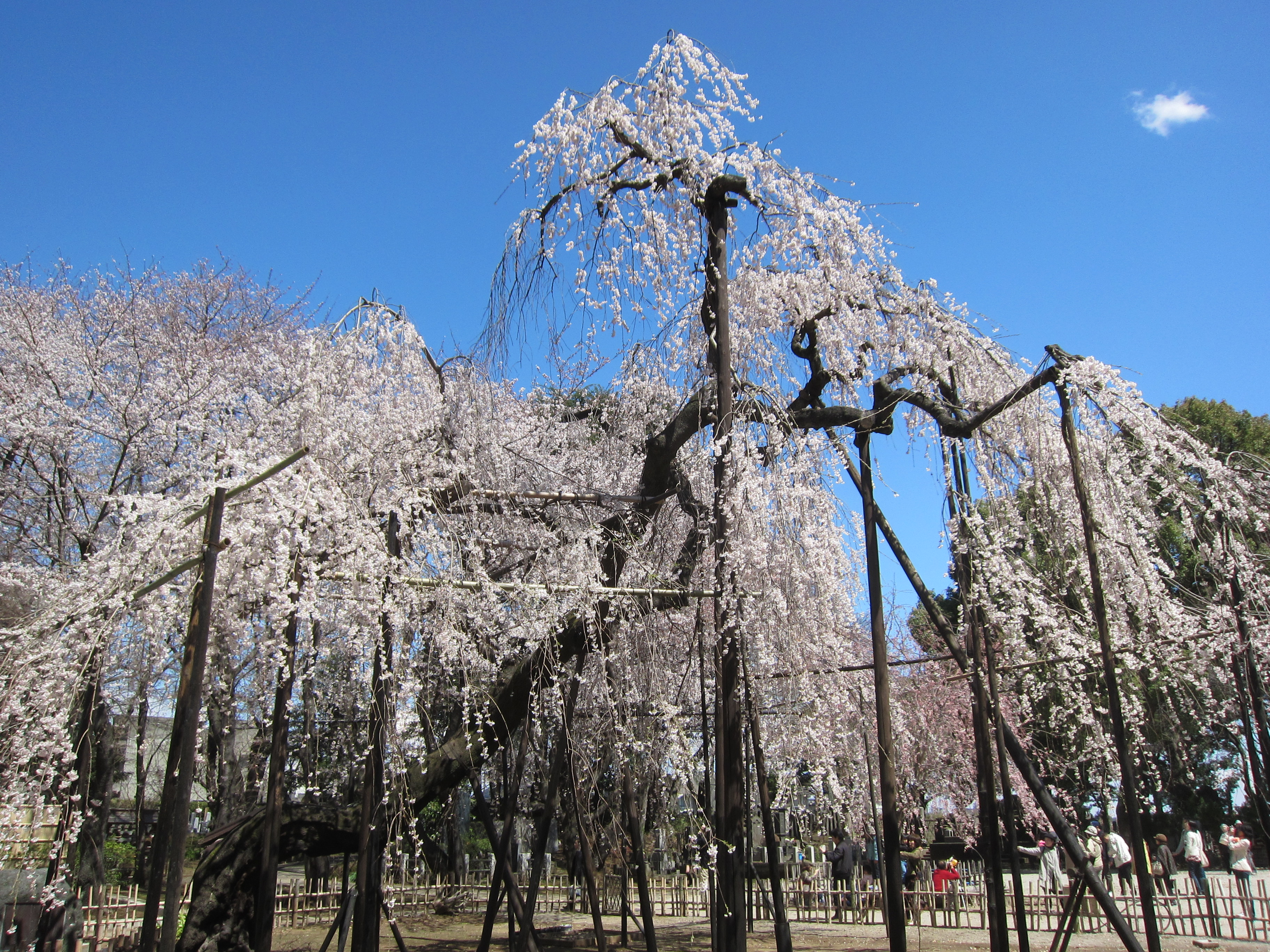
弘法寺の伏姫桜

当駅南口より、約600 mの位置には東日本旅客鉄道（JR東日本）の市川駅がある。なお、両駅間において連絡定期券の発売は実施していない。当駅・市川駅でJR総武線との並走区間が終了し、以西で京成高砂方面と錦糸町方面に分岐する。
駅東側には東京外環自動車道、国道298号、県道264号高塚新田市川線、駅南側には国道14号（千葉街道）、駅西側には県道1号市川松戸線が通る。
当駅付近は菅野駅と同じく、江戸時代からの豪商が別荘を構えたことから別荘地として栄え、第二次世界大戦後も文学者（後述）のお屋敷街を形成する高級住宅街となっていた。また付近は国府台女子学院や日出学園を始め大規模な文教都市・学園都市となっている（詳細は「市川市」参照）。真間川堤防には桜並木に加え、幸田露伴、永井荷風など当地に縁の深い文学者の碑文が並ぶ遊歩道がある。近年、周辺は市川駅方面にかけて多数の超高層マンションや中高層のマンションが林立している。
以下、総武本線より北側の施設等一覧（南側は「本八幡駅#駅周辺」を参照）。

### 北口
- 市川警察署 真間交番
- 千葉商科大学
- 学校法人平田学園
  - 国府台女子学院小学部・中学部・高等部
- 学校法人日出学園
  - 日出学園高等学校
  - 日出学園中学校
  - 日出学園小学校
- 学校法人東京聖徳学園

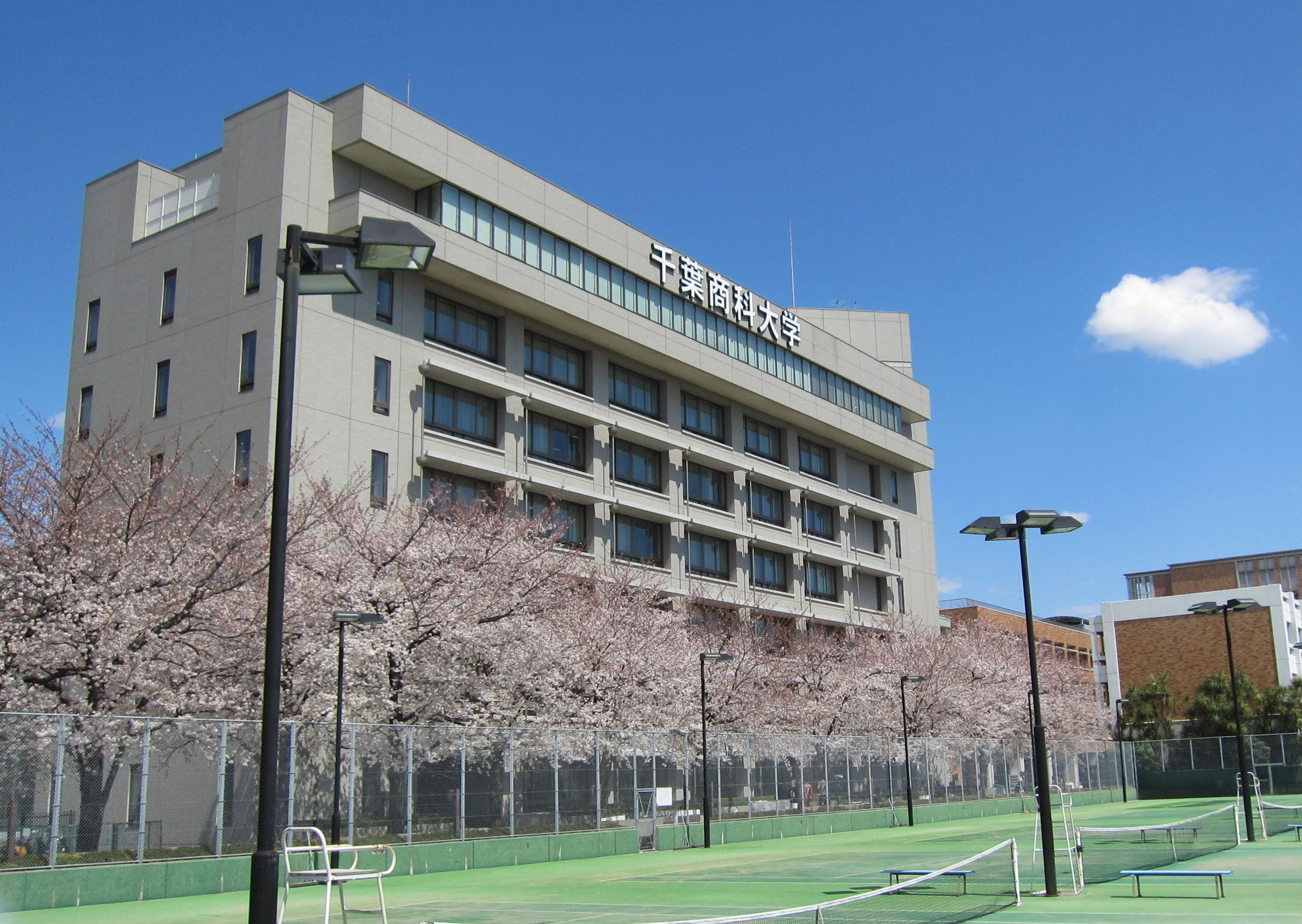
千葉商科大学

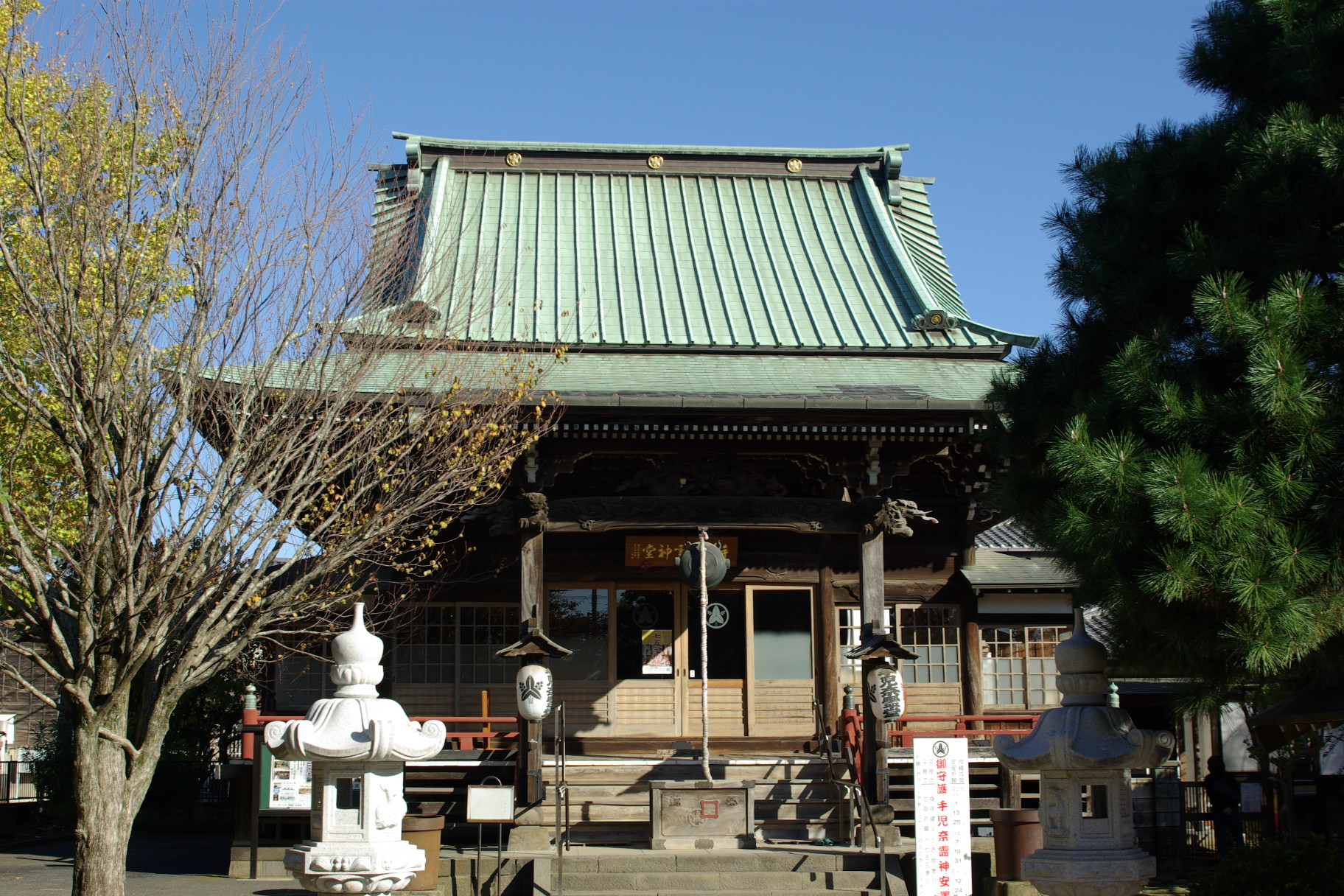
手児奈霊神堂

  - 光英VERITAS中学校・高等学校（当駅から京成バス利用）
  - 聖徳大学附属小学校（当駅から京成バス利用）
- 千葉県立市川昴高等学校
- 千葉県立国分高等学校（当駅から京成バス利用）
- 市川市立第二中学校
- 市川市立真間小学校
- 東京歯科大学市川総合病院
- 市川真間郵便局
- 市川須和田郵便局
- ライフ 市川国分店
- 全日食チェーン ショッピングふじき
- くすりの福太郎 市川国分店
- サンアイパック 本社
- 芳澤ガーデンギャラリー
- 六所神社：下総国総社跡。
- 弘法寺：歌川広重『名所江戸百景』に、こちらから望む手児奈霊神堂と真間の継橋が描かれている。境内の伏姫桜は推定樹齢400年の名所。
- 手児奈霊神堂：『万葉集』に詠まれる絶世の美女手児奈を祀っている。
- 亀井院：境内には真間の井がある。
- 須和田公園

### 南口
- 市川市消防局 西消防署
- 市川公民館・市川こども館
- 市川市立市川小学校
- 市川三本松郵便局
- 市川広小路郵便局
- みずほ銀行 市川支店
- 三菱UFJ銀行 市川支店
- 三井住友銀行 市川支店
- 三井住友信託銀行 市川支店
- 千葉銀行 市川支店
- 京葉銀行 市川支店
- 千葉興業銀行 市川支店
- 東京ベイ信用金庫 本店
- 東京東信用金庫 市川支店
- 野村證券 市川支店
- みずほ証券 プラネットブース市川

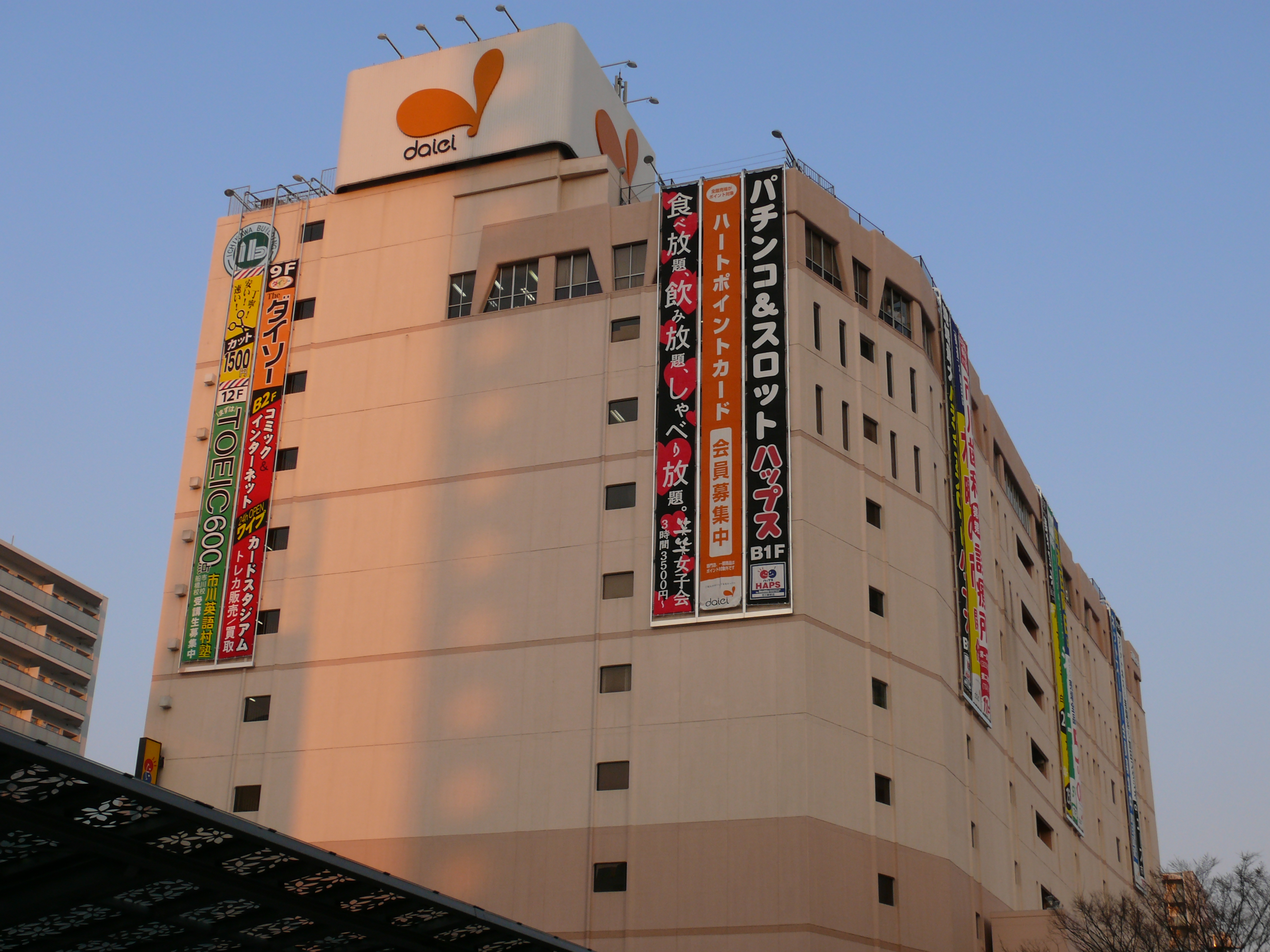
ダイエー市川店

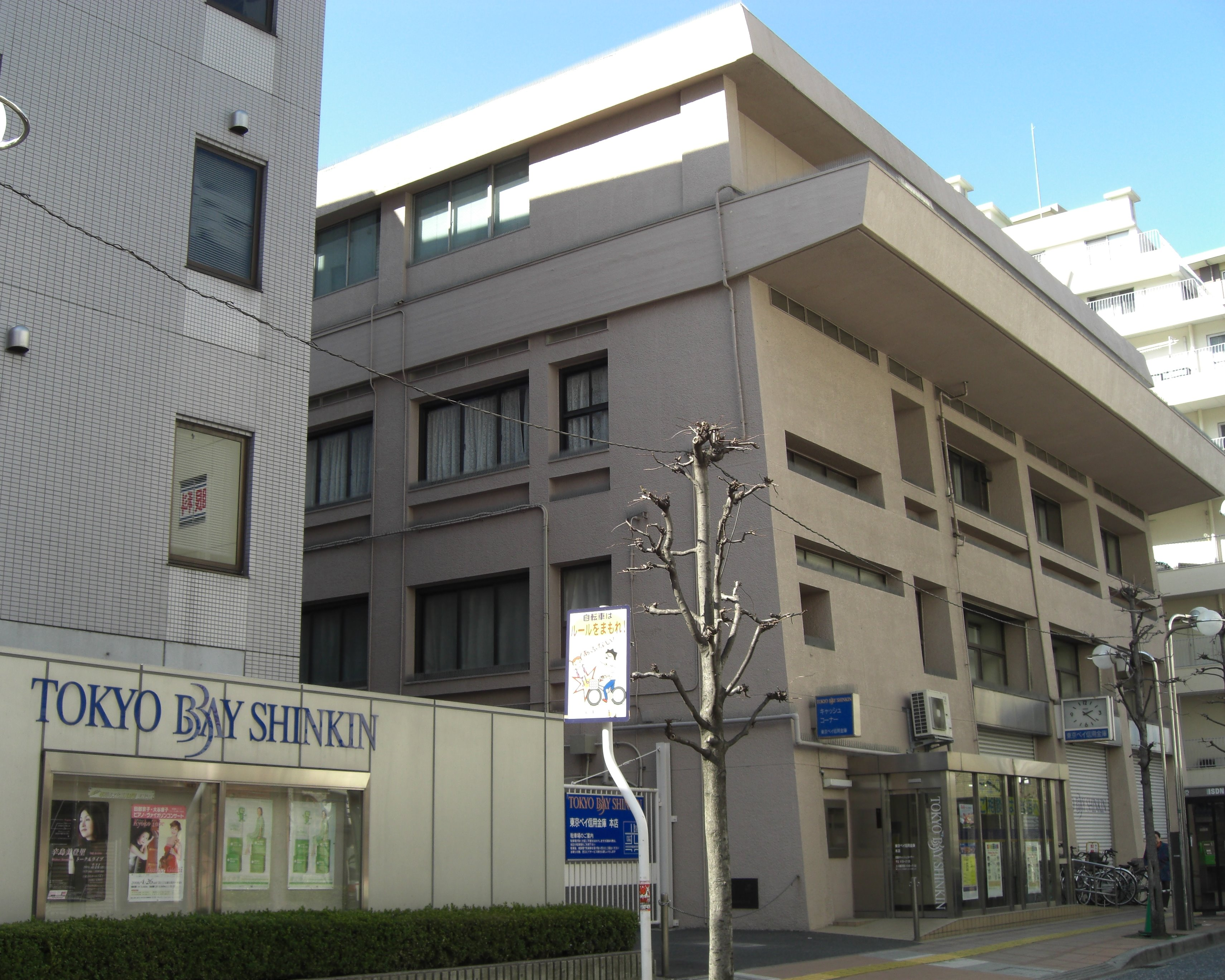
東京ベイ信用金庫本店

- 三菱UFJモルガン・スタンレー証券 市川支店
- むさし証券 市川支店
- シャポー 市川（Shapo）
- 市川ビル
  - ダイエー市川店
- 道口ビル
  - オリンピック 市川店（旧松坂屋）
  - TSUTAYA 市川オリンピック店
- アクティオーレ市川
- サンプラザ35ビル
  - ヤマザキプラザ市川（1F）：1952年よりこの場所で直売を続けている。2009年にこの名でリニューアルオープン。
  - スーパーヤマザキ（地下1F）
  - デイリーヤマザキ 本社
- SRビル市川
  - 市川グランドホテル
  - 市川年金事務所
  - セントラルフィットネスクラブ 市川
- マックスバリュエクスプレス 市川店
- マツヤデンキ 市川店
- 国分土地建物 本社
- 加藤新聞舗 本社
- いちかわ西洋館倶楽部（渡辺家住宅）：国の登録有形文化財。

## バス路線
| 系統   | 主要経由地                           | 行先             | 運行会社 | 備考   |
| ------ | ------------------------------------ | ---------------- | -------- | ------ |
| 松51   | 国分・国分操車場・大橋               | 松戸駅           | 京成バス |        |
| 松51-2 | 国分・国分操車場・聖徳学園・大橋     | 松戸駅           | 京成バス |        |
| 松54   | 国分・国分操車場・聖徳学園・北国分駅 | 松戸駅           | 京成バス |        |
| 松55   | 国分・国分操車場・北国分駅           | 松戸駅           | 京成バス |        |
| 市43   | 国分・国分操車場                     | 北国分駅         | 京成バス |        |
| 市44   | 国分・国分操車場                     | 聖徳学園         | 京成バス |        |
| 市45   | 国分・高塚入口・高塚                 | 東松戸駅         | 京成バス |        |
| 市41   | 国分                                 | 国分高校         | 京成バス |        |
| 市42   | 国分・高塚入口・市川大野駅           | 医療センター入口 | 京成バス |        |
| 市61   | 市川総合病院・昭和学院・八幡六丁目   | 市川学園         | 京成バス | 朝のみ |
| 市62   | 市川総合病院・昭和学院・八方橋       | 市川学園         | 京成バス |        |
| 市63   | 市川総合病院・昭和学院・京成八幡駅   | 本八幡駅         | 京成バス |        |
| -      |                                      | 市川駅           | 京成バス |        |

「菅野六丁目」から、国分方面と市川総合病院方面に分かれる。現金につき市川駅 - 菅野六丁目まで100円（子供半額）。

## 隣の駅
京成電鉄
 本線
■快速特急・■特急・■通勤特急・■快速
通過
■普通
国府台駅 (KS13) - 市川真間駅 (KS14) - 菅野駅 (KS15)